# Плувиограф
Плувиограф или омброграф је инструмент за непрекидно регистрирање количине падавина.
Најчешће је конструисан на принципу пловка у савијеној цијеви спојеном са цилиндром за примање падавина. Пловак се подиже или спушта већ према тренутним падавинама, а ово помјерање се преноси на уређај за регистрацију. Кривуља (крива) која се добија овим инструментом се зове плувиограм.
Плувиографом је мочуће тренутно очитање, у mm/h или mm/минуту.